# Louis Jourdan
Louis Jourdan (19. juni 1921 – 14. februar 2015) var en fransk filmskuespiller. Han var tilsyneladende bedst kendt for rollerne som Gaston Lachaille i filmen Gigi (1958) og Kamal Khan i James Bond-filmen Octopussy (1983).
Jourdan blev under 2. verdenskrig beordret til at lave tyske propagandafilm, som han nægtede at gøre, og derfor flygtede han til hans familie i det ubesatte Frankrig. Der begyndte han at lave film igen, nærmere bestemt, ti film på to år. Hans far blev imidlertid anholdt af Gestapo, og nogle måneder senere flygtede han igen og sluttede sig til den franske modstandsbevægelse. "Jeg fik arbejde at gøre, og jeg gjorde det", siger Jourdan senere om sin tid i modstandsbevægelsen. "Jeg arbejdede med ulovlige foldere, hjalp med at udskrive og distribuere dem". Efter befrielsen af Frankrig i 1945, vendte han tilbage til Paris med sin barndomskæreste, Berthe Frederique ("Quique").
Jourdan afgik ved døden den 14. februar 2015, i en alder af 93 år.